# Йоан Комнин (паракимомен)
Йоан Комнин (на гръцки: Ίωάννης Κοµνηνὸς; роден ок. 1070 – след 1118) е византийски аристократ и дворцов сановник, племенник на император Алексий I Комнин и първи братовчед на император Йоан II Комнин.

## Биография
Роден ок. 1070 г., Йоан Комнин е единственото известно дете на кесаря Никифор Мелисин и съпругата му Евдокия Комнина, кояото била по-голямата сестра на византийския император Алексий I Комнин (1081 – 1118). Йоан използвал като свое фамилно име фалмилията на майка си вместо тази на баща си, който приживе пък предпочитал да използва фамилията на своята майка (Мелисин) вместо тази на баща си (Вурц).
Животът на Йоан Комнин е сравнително зле документиран. Около 1090 г. се оженил, но нито името, нито произходът или други подробности за съпругата му са известни. Когато Никифор Мелисин умира през 1104 г., Йоан наследява големите имоти на баща си, намиращи се около Солун, но не е известно дали получава и управлението на града, както баща му преди него. Иначе за живота му по време на управлението на вуйчо му Алексий I не се зане нищо.
Когато Алексий I умира през 1118 г., Йоан очевидно подкрепя възцаряването на най-големия му син Йоан II Комнин (1118 – 1143) срещу претенциите на сестра му Анна Комнина. В резултат на това, след като Йоан II е коронясан за император, Йоан е повишен до паракимомен и назначен за съвместен ръководител на администрацията заедно със своя братовчед – протовестиария Григорий Таронит. Въпреки това, според Никита Хониат, веднъж встъпил в длъжност, Йоан „управлява службата си без задръжки, държейки се помпозно и с изключителна самонадеяност“, порадо което бързо бил освбоден от постта си. След това той вече не се споменава в изворите.

## Наследници и потомци
Информация за децата му оцелява само в много по-късни източници: през XV век Генадий Схоларий съобщава, че Йоан имал двама сина, Никифор и Алексий Комнин Мелисин, докато само последният е споменат от учения от XVI век Псевдо-Сфранцес. Според Схоларий Никифор бил изпратен да потуши антивизантийски бунт в Неапол, предвождан от някой си Рожер Навард, но не успял да го направи и поради страх от наказание останал в Неапол. Схоларий твърди, че той се оженил за сестрата на Рожер и станал родоначалник на две семейства, Комненати и Мелисои, но както посочва гръцкият изследовател Константинос Варзос, няма оцеляла информация за тези две семейства. Алексий, от друга страна, е възможно да е служил като велик дука на византийския флот и да се е оженил за жена, която според Псевдо-Сфранцес е произхождала на семейство Стратегопули. Псевдо-Сфранцес и Схоларий дават различни сведения за броя и имената на синовете на Алексий: според Псевдо-Сфранцес той имал само един син на име Теодосий, който бил баща на кесаря Алексий Стратегопул и на Михаил Стратегопул; Схоларий посочва трима негови синове – Теофилакт, Михаил и Николай, от които Теофилакт бил баща на гореспоменатия Теодосий и дядо на кесаря Алексий Стратегопул.

## Цитирана литература
- ((fr)) Guilland, Rodolphe (1967). Le Parakimomène. Recherches sur les institutions byzantines, Tome I. Berlin: Akademie-Verlag, pp. 202–215, https://books.google.com/books?id=1_MnAQAAIAAJ
- Magoulias, Harry J. (ed) (1984). O City of Byzantium: Annals of Niketas Choniatēs. Detroit: Wayne State University Press, ISBN 978-0-8143-1764-8, https://books.google.com/books?id=O8arrZPM8moC
- ((el)) Varzos, Konstantinos (1984). Η Γενεαλογία των Κομνηνών, A. Thessaloniki: Centre for Byzantine Studies, University of Thessaloniki, OCLC 834784634, архив на оригинала от 11 април 2019, https://web.archive.org/web/20190401112856/https://www.kbe.auth.gr/sites/default/files/bkm20a1.pdf

|  | Тази страница частично или изцяло представлява превод на страницата John Komnenos (parakoimomenos) в Уикипедия на английски. Оригиналният текст, както и този превод, са защитени от Лиценза „Криейтив Комънс – Признание – Споделяне на споделеното“, а за съдържание, създадено преди юни 2009 година – от Лиценза за свободна документация на ГНУ. Прегледайте историята на редакциите на оригиналната страница, както и на преводната страница, за да видите списъка на съавторите. ВАЖНО: Този шаблон се отнася единствено до авторските права върху съдържанието на статията. Добавянето му не отменя изискването да се посочват конкретни източници на твърденията, които да бъдат благонадеждни. |